# Rocchetta Tanaro
Rocchetta Tanaro (Rochëtta 'd Tani in piemontese) è un comune italiano di 1 355 abitanti della provincia di Asti in Piemonte.

## Storia
I primi abitanti giunsero almeno quattro millenni fa attraverso il fiume Tanaro e si insediarono nelle anse e sulle prominenze che il fiume formava lungo il suo corso. Ne sono testimonianza i recenti ritrovamenti del neolitico annonese, così come l'abbondanza nel suolo di reperti paleontologici e fossili (mastodonte, dinosauro, conchiglie) riporta alle ere geologiche.
Nel novembre 1994 il comune venne quasi totalmente sommerso dall'onda di piena del fiume Tanaro.

### Simboli
Lo stemma e il gonfalone sono stati concessi con DPR del 5 luglio 1955.
Stemma
Gonfalone

### Onorificenze
Rocchetta Tanaro è tra le città decorate al valor militare per la guerra di liberazione, insignita della medaglia d'argento al valor militare per i sacrifici delle sue popolazioni e per l'attività nella lotta partigiana durante la seconda guerra mondiale:

## Monumenti e luoghi d'interesse

### Aree naturali
Nel comune è presente il Parco naturale di Rocchetta Tanaro.

## Società

### Evoluzione demografica
Abitanti censiti

## Amministrazione
Di seguito è presentata una tabella relativa alle amministrazioni che si sono succedute in questo comune.
| Periodo        | Periodo        | Primo cittadino        | Partito                                 | Carica  | Note   |
| -------------- | -------------- | ---------------------- | --------------------------------------- | ------- | ------ |
| 25 giugno 1985 | 31 maggio 1990 | Stefano Icardi         | -                                       | Sindaco | [ 11 ] |
| 31 maggio 1990 | 24 aprile 1995 | Stefano Icardi         | -                                       | Sindaco | [ 11 ] |
| 24 aprile 1995 | 14 giugno 1999 | Sergio Aliberti        | centro-sinistra                         | Sindaco | [ 11 ] |
| 14 giugno 1999 | 14 giugno 2004 | Sergio Aliberti        | lista civica                            | Sindaco | [ 11 ] |
| 14 giugno 2004 | 8 giugno 2009  | Vincenzo Forlano       | lista civica                            | Sindaco | [ 11 ] |
| 8 giugno 2009  | 26 maggio 2014 | Sergio Aliberti        | lista civica                            | Sindaco | [ 11 ] |
| 26 maggio 2014 | 27 maggio 2019 | Tersilla Elsa Aliberti | lista civica Rocchettainsieme           | Sindaco | [ 11 ] |
| 27 maggio 2019 | 10 giugno 2024 | Massimo Fungo          | lista civica Rocchetta ieri oggi domani | Sindaco | [ 11 ] |

### Gemellaggi
- Donnas, dal 2002